# Thé en Iran

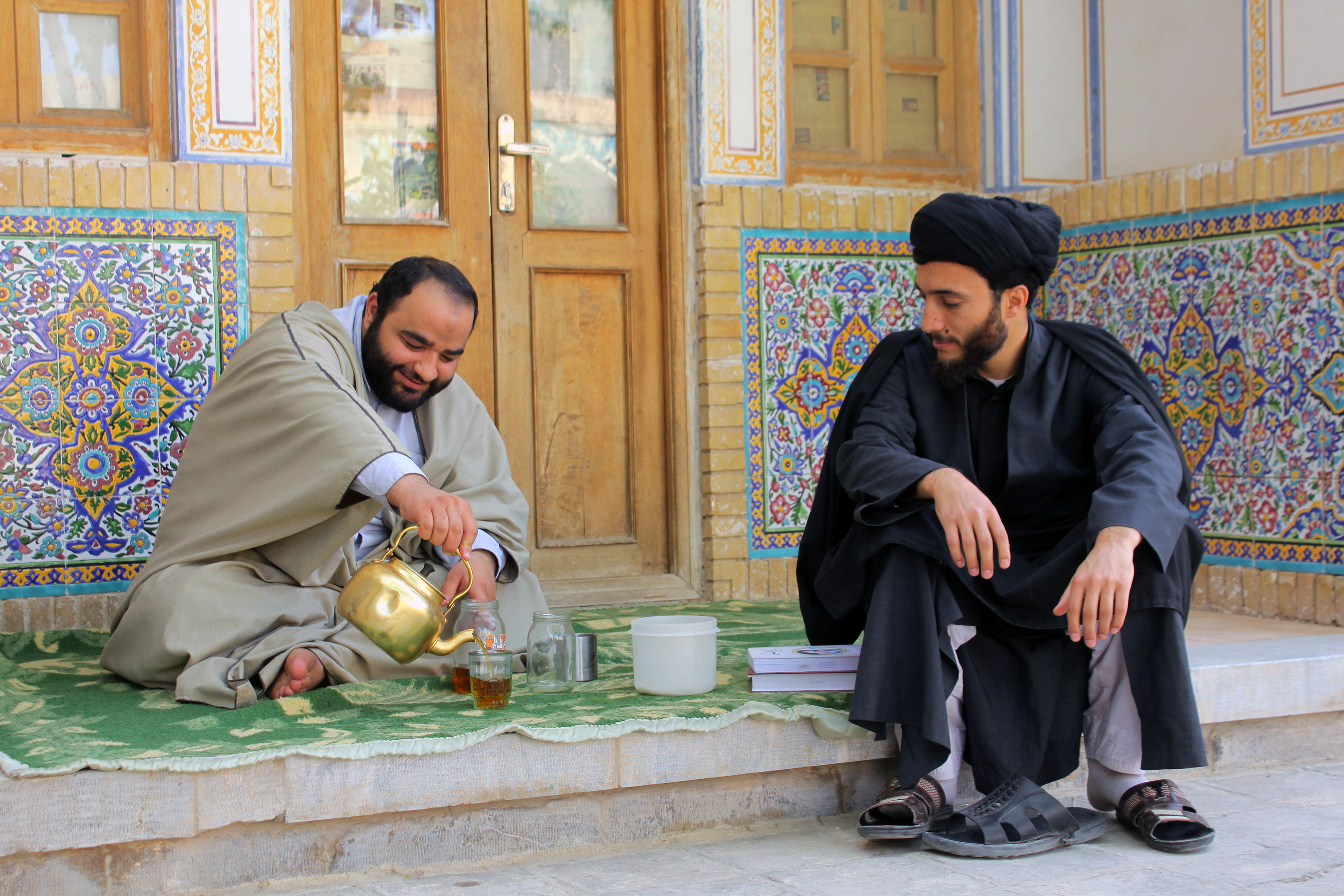
Religieux chiites buvant du thé

Le thé en Iran arrive dans le pays au quinzième siècle. L’Iran fait à la fois partie des plus grands producteurs et consommateurs de thé au monde.

## Histoire
À la fin du quinzième siècle, le thé fait son entrée en Iran, remplaçant le café. Le prix élevé de celui-ci et l'accès aux thés chinois échangés par les marchands perses et les Tatars et Ouzbeks sur la route de la soie font que le thé prend une place de plus en plus importante dans la vie quotidienne,. Malgré sa connexion à la route de la soie qui lui donne un accès au thé venu de Chine par voie terrestre, l'Iran importe aussi du thé échangé par les puissances européennes, et donc transporté par voie maritime, dès le XVIe siècle. Cette relation va dans les deux sens, puisque la plus ancienne mention du thé en Europe, au milieu du XVIe siècle, correspond à un dialogue entre le marchand iranien Haji Muhammad et l'administrateur vénitien Gianbattista Ramusio.
L'introduction du thé aurait pu être encore plus récente pour la région Nord-Est de l'Iran et provenir des invasions mongols, au milieu du XIIIe siècle ; ce thé pouvant être soit du thé en brique, soit du thé en vrac.
Au XIXe siècle, l'Iran commence à importer du thé venu d'Inde. Un ambassadeur, Kashef Al Saltaneh, est envoyé en Inde en 1899 pour y apprendre la culture et la transformation du thé ; il revient en 1901 avec 3000 plans de Kangra afin de créer les premières plantations d'Iran à Lahijan. Sachant que les Anglais sont jaloux de leurs secrets de production, il utilise sa maîtrise du français pour se faire passer pour un ouvrier et visiter les champs. De nouvelles plantations apparaissent ensuite dans la province de Guilan puis celle de Mazandéran. 
Le XIXe siècle est aussi l'époque où la popularité du thé explose en Iran, au détriment du café. Cela fait suite à l'intégration de l'Iran dans les réseaux commerciaux du Royaume-Uni et de la Russie. 
La première usine de transformation du thé iranienne voit le jour en 1934,.
Si l'industrie du thé fleurit jusqu'aux années 1990, l'importation massive (55% du thé consommé) couplée à des problèmes structurels (sécheresse, mauvaise gestion) et des retards de paiement des usines étatiques envers les agriculteurs provoquent une grande crise du thé iranien : des usines fermes, des agriculteurs perdent leurs revenus, et la qualité et quantité de thé produite chute.

## Consommation

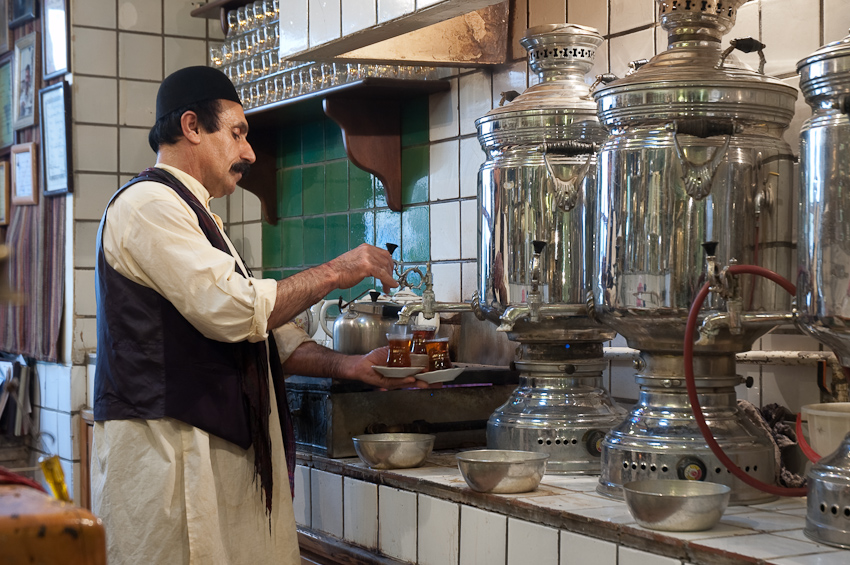
Service du thé à partir de samovars, Téhéran

Les iraniens ont l'un des taux de consommation de thé les plus élevés par habitant dans le monde ; et depuis les temps anciens, chaque rue a sa châikhâne (maison de thé). Les châikhânes ont toujours un important rôle social. Les iraniens boivent traditionnellement du thé en le versant dans une soucoupe et en se mettant un morceau de pierre de sucre (qand) dans la bouche avant de boire le thé.

## Demande
Les Iraniens sont les cinquièmes plus grands consommateurs de thé au monde en 2012.

## Commerce

### Importation
L’Iran achète 10 % de la production de thé du Sri Lanka, soit environ 11 millions de kilogrammes. Le Sri Lanka et l’Iran ont négocié un échange direct de thé contre du pétrole, l’Iran ayant des difficultés à se procurer des dollars américains. En 2012, l’Inde dépasse le Sri Lanka comme premier fournisseur de thé du pays. En 2019, l’Iran est le premier client de l’Inde avec 53 450 tonnes de thé importées. Le thé bu en Iran est majoritairement orthodoxe ; le thé CTC consommé dans le pays, anciennement importé exclusivement du Kenya, est désormais de plus en plus importé d’Iran.
En raison des blocus, il arrive souvent que du thé iranien médiocre soit acheté par un autre pays, emballé sous une marque anglaise et revendu en Iran à prix bien plus élevé que le produit habituel. Selon le gouvernement, l’importation illégale de thé atteindrait 75 000 tonnes par an.

### Exportation
Entre le 20 mars et le 20 juillet 2020, l’Iran exporte 575 tonnes de thé vers douze pays différents : l’Inde, l’Ouzbékistan, le Tadjikistan, le Turkménistan, l’Afghanistan, l’Irak, le Canada, l’Australie, l’Espagne, la République tchèque, l’Azerbaïdjan et la Géorgie.

## Production

### Plantations

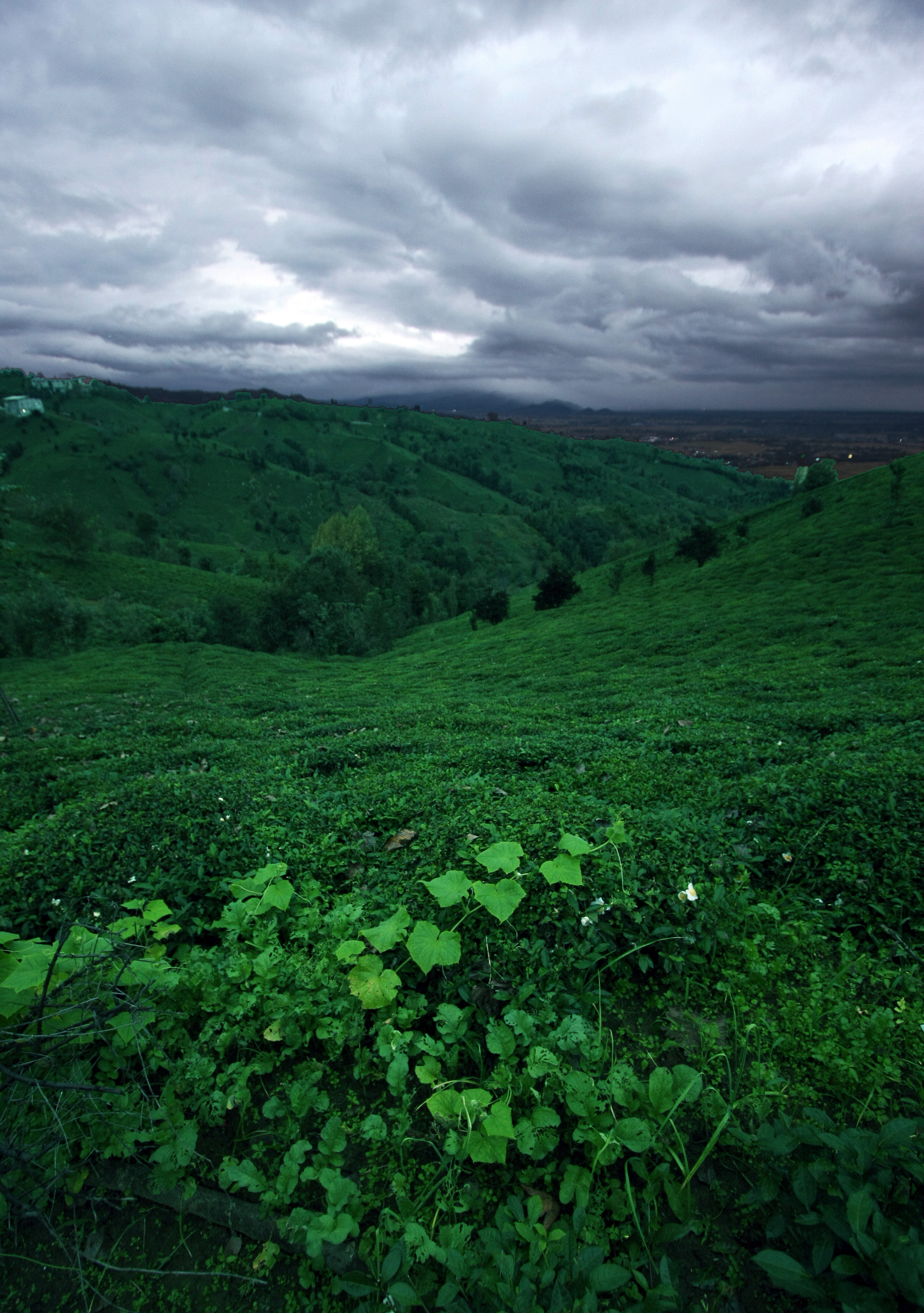
Plantation de thé à Guilan, octobre 2008

Toute la partie nord de l'Iran, le long des rives de la mer Caspienne dispose d'un climat favorable pour la culture du thé. En particulier dans la province de Gilan, sur les pentes de l'Elbourz, se trouvent de grandes zones de culture et des millions de personnes travaillent dans l'industrie du thé. Cette région couvre une grande partie des besoins de l'Iran en thé.
En Iran, on compte environ 32 000 hectares de champs de thé, la plupart à flanc de montagne. Elles produisent essentiellement du thé noir selon la méthode orthodoxe. En 2009, l’Iran produit environ 60 000 tonnes de thé noir. Le thé sert essentiellement à la consommation locale.

### Transformation
La première usine de thé moderne ouvre en 1934.

### Marques d’exploitation

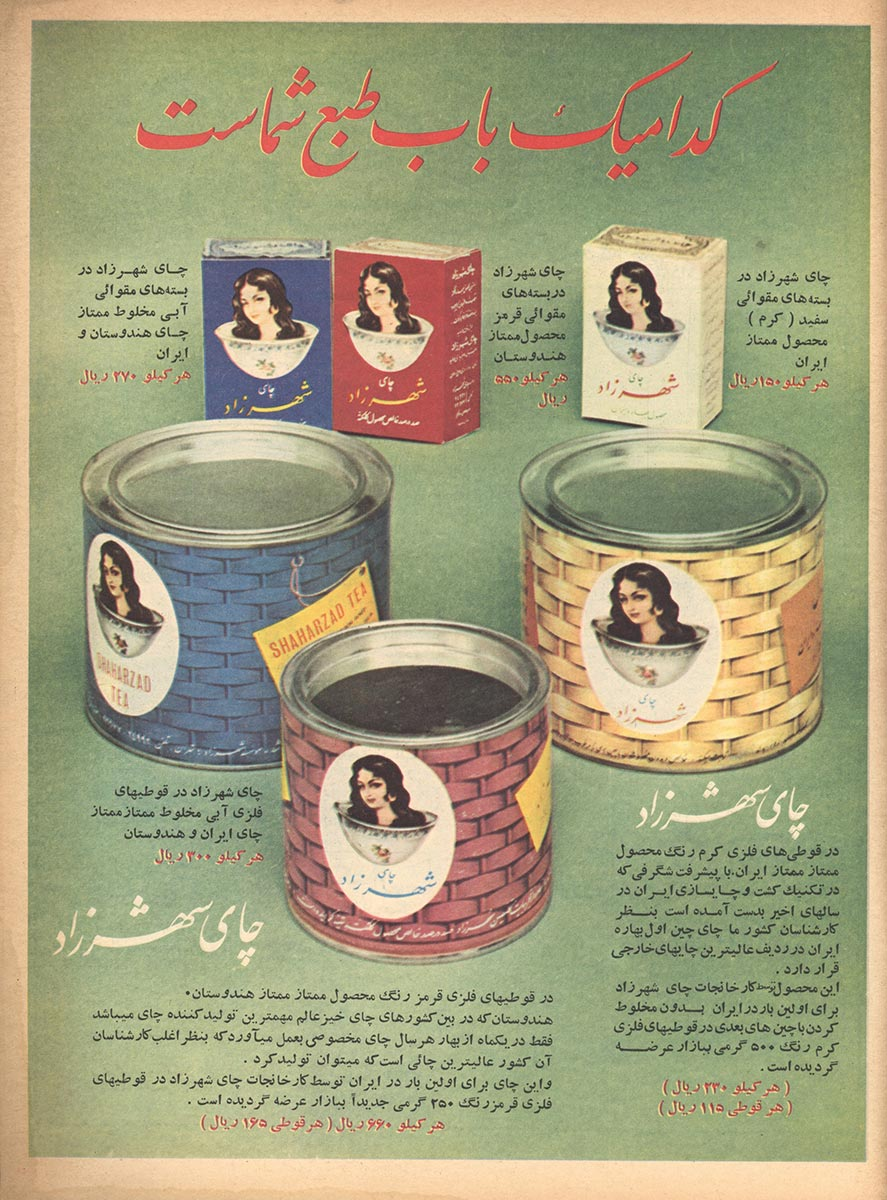
Publicité pour Shahrzad Tea, 1971 ; Shahrzad Trading Co est une société de produits iraniens (thé, fruits, fruits secs, épices, herbes) faisant aussi de l'export

## Représentations dans la culture
Il existe un Musée National du Thé Iranien.